# Grete Heckscher
Grete Heckscher, née le 8 novembre 1901 à Copenhague et morte le 6 octobre 1987 à Horne, est une escrimeuse danoise, ayant pour arme le fleuret. 
Elle remporte la médaille de bronze olympique dans l'épreuve individuelle féminine de fleuret aux Jeux olympiques d'été de 1924 à Paris.